# Dragon Capital
Dragon Capital — українська інвестиційна компанія, працює у сфері інвестицій і фінансових, брокерських послуг, управління активами.
У 2016—2020 компанія з партнерами інвестували в нерухомість $600 млн. Інвестиційним партнером є інвестор Джордж Сорос.

## Про компанію
Компанія провела 130 транзакцій на $10 млрд. Підрозділ боргових ринків залучає позиковий капітал шляхом розміщення облігацій, організації структурованого фінансування та двостороннього боргу. Також здійснює консультації з корпоративних фінансів в Україні, Чехії, Словаччині, Румунії, надавала консультації для Bongrain, Bonduelle, Dirol Cadbury, CRH, Heidelberg Cement, InBev, РУСАЛ (російський алюміній).

## Історія
Компанію заснував 2000 року Томаш Фіала з партнерами в Києві.
У 2007—2017 роках міноритарним пакетом компанії володів Goldman Sachs.
У 2008 році компанія з East Capital Bering Ukraine Fund придбала 70 % акцій компанії Чумак, продала частку у 2019.
У квітні 2017 року в офісі компанії СБУ провела обшук. Шукали російське програмне забезпечення «Стахановець». Тоді на підтримку компанії виступив прем'єр-міністр Володимир Гройсман.
У 2017—2019 роках придбала ряд різних об'єктів комерційної нерухомості: ТРЦ Victoria Gardens (Львів), торгово-офісний комплекс Sky Park (Вінниця), бізнес-центр Eco Tower (Запоріжжя), Horizon Park Business Center (Київ), ТРЦ Аладдін (Київ), логістичний центр Арктика (Київ), ТРЦ Smart Plaza Obolon (Київ), логістичний комплекс West Gate Logistic.
У 2019 компанія придбала міноритарний пакет акцій компанії Ciklum.
У жовтні 2019 року здійснила опосередковане придбання активів банку Київська Русь, а саме офісної будівлі.
24 червня 2020 року компанія Dragon Capital закрила угоду з придбання фармацевтичного логістичного комплексу Фалбі.
В грудні 2019 компанія уклала угоду про купівлю 100 % акцій Ідея Банку і компанії New Finance Service за 1,368 млрд грн., але в кінці червня 2020 розірвала цю угоду.
У 2020 році компанія Dragon Capital придбала шестиповерхову будівлю для Київської школи економіки. Компанія підтримує Київську школу економіки.
22 вересня 2020 компанія заявила, про будівництво індустріального парку E40 Industrial Park на 27 кілометрі Житомирської траси.
3 грудня 2020 року Dragon Capital викупила Індустріальний парк у Рясне-2. У 2023 році ЄБРР інвестував $24,5 млн у розвиток індустріального парку «М10 Львів». Перша черга Львівського індустріального парку М10 була завершена у травні 2024 року та передана в оренду компанії «Аврора Мультимаркет».
У 2021 році фонд прямих інвестицій Dragon Capital New Ukraine Fund LP, яким керує Dragon Capital, завершив угоду з придбання контрольного пакету акцій компанії Treeum, до якої входять фінансові портали Finance.ua та Minfin.com.ua.
У квітні 2021 року Dragon Capital разом з Іваном Світеком придбали UnexBank.
26 травня 2021 року Олена Притула та генеральний директор Dragon Capital Томаш Фіала уклали угоду, за умовами якої 100 % корпоративних прав на видання Українська правда та всі його активи переходять до групи компаній Dragon Capital.

### Europe Virgin Fund
У липні 2010 року Dragon Capital заснувала регіональний фонд прямих інвестицій — Europe Virgin Fund, що оперує активами в Україні, Молдові та Білорусі. Фонд уже залучив інвестиції від ЄБРР, швейцарського суверенного фонду SIFEM, Black Sea Trade and Development Bank і інших інвесторів. За час існування фонд вклав кошти в ряд компаній у сфері фармацевтики (Сперко Україна), товарів повсякденного вжитку (Tissico Limited), маркетингу (PRIME Group), приватної безпеки (Венбест) тощо.

### Dragon Capital New Ukraine Fund
Фонд створено у листопаді 2015 року. Його якірними інвесторами стали Dragon Capital та Ukrainian Redevelopment Fund, що знаходиться під керівництвом Soros Fund Management. Фонд створений, щоб інвестувати в українську економіку та забезпечувати компанії фінансовою та управлінською підтримкою для підвищення ефективності, модернізації технологій та забезпечення довготривалого росту.
Компанія New Ukraine PE Holding, яка входить у групу компаній Dragon Capital і основним акціонером якої є фонд прямих інвестицій Dragon Capital New Ukraine Fund, завершила операцію з придбання бізнес-центрів «Прайм» та «Євразія» у ПАТ «БТА БАНК». БЦ «Євразія» та БЦ «Прайм» — бізнес-центри класу А, розташовані в діловому центрі міста Києва по вул. Жилянській. Їхня загальна площа 33 423 і 9140 тис. м² відповідно. «Вийшовши в сектор офісної нерухомості, ми диверсифікували наші інвестиції і продемонстрували віру в подальше відновлення ділової активності в Україні», — каже Томаш Фіала, генеральний директор Dragon Capital.

## «НВ»
2014 року компанія створила російськомовний друкований журнал «НВ», а згодом — двомовний новинний сайт. У 2016 запустила його цифровий формат українською та російською мовами. 2017 року Dragon Capital придбала радіо «Ера» і 2018 року на основі її мережі запустила Радіо НВ.